# Shamsuddin Kayumars
Shams ud-Din Kayumars (tiếng Ba Tư: شمس الدین کیومرث), còn được biết đến với tôn hiệu Shamsuddin II  (tiếng Ba Tư: شمس الدین دوم; c. 1285 – 13 tháng 6 năm 1290, trị vì năm 1290) là con trai của Muiz ud-Din Qaiqabad và là vị sultan  thứ mười một của triều đại Mamluk cai trị Vương quốc Hồi giáo Delhi.